# (35455) 1998 DN14
1998 DN14 (asteroide 35455) é um asteroide da cintura principal. Possui uma excentricidade de 0.15318280 e uma inclinação de 4.46274º.
Este asteroide foi descoberto no dia 22 de fevereiro de 1998 por NEAT em Haleakala.